# Shahrestān-e Mākū
Shahrestān-e Mākū (persiska: شهرستان ماكو, ماكو) är en delprovins (shahrestan) i Iran.   Den ligger i provinsen Västazarbaijan, i den nordvästra delen av landet, 700 km nordväst om huvudstaden Teheran.
Delprovinsen hade 94 751 invånare 2016.